# عربی خلیجی
عربی خلیجی گویشی از عربی است که بیشینهٔ مردم کرانه‌های جنوبی خلیج فارس به آن سخن می‌گویند. این نوع عربی، لهجهٔ بومی کشورهای امارات متحدهٔ عربی، کویت، قطر، عمدهٔ بخش‌های کرانهٔ خاوری عربستان سعودی، بخش کوچکی از شمال عمان، زبان بومی مناطق ساحلی غرب وجزایر هرمزگان و شرق بوشهر و روستاهای قصبه(اروندکار) خوزستان و تا اندازهٔ کمی بحرین است. ویژگی اصلی این لهجه نسبت به سایر لهجه‌های شبه‌جزیره عربستان وجود تلفظ «چ» به‌جای «ک»، و «گ» یا «ج» به‌جای «ق» و «ی» به جای «ج» است.این لهجه حتی برخی گویش جنوب به خصوص لهجه جزیرتی((قشمی)) هم تحت تاثیر قرار داده 
شمار گویشوران این لهجه حدود ۷میلیون نفر برآورد شده است